# 新加坡总理公署
新加坡总理公署（英語：Prime Minister's Office），縮寫為PMO，是新加坡政府处理国内和国外政治事务的部长级机构。其领导者是新加坡总理和其他高级政治人员。新加坡总理公署位于新加坡总統府，它同時也是新加坡总统的官邸和办公室。

## 角色和职能
新加坡总理公署的主要角色和职能是：
- 协调各部委和政府的总体政策活动，提供全面的政策方向
- 根除腐败和执行选举
- 贯彻国家发展方向的研究，创新职能和企业策略
- 争取国家安全性，打造网络化的政府和一个富有弹性的新加坡
- 负责监督、计划和协调多个机构的方案，联系海外新加坡国民
- 管理公共服务人员，对员工的职业发展进行培训
- 促进公共服务质量和生产力
- 对公共服务委员会提供秘书处的支持
- 指导并协调整个国家的人口政策和方案

### 职能细分
- 内阁制
- 国旗
- 荣誉和奖励
- 治安法官
- 对腐败的预防
- 选举
- 国家人口政策和方案
- 国家发展和方向研究，创新职能和企业协调
- 国家安全和情报协调
- 21世纪公共服务计划
- 人才管理
- 行政服务
- 退休金
- 度假村管理
- 人事委员会
- 上诉委员会
- 公务员的工业关系
- 工作人员发展政策
- 战略政策
- 公共服务委员会秘书处
- 公共政策发展培训
- 公共行政和管理培训和咨询
- 货币、银行、保险、金融和证券业务
- 国际和区域金融机构联络

## 下辖机构
新加坡总理公署辖下部门包括：贪污调查局、选举局、国家研究基金会、国家安全协调处、国家人口和人才分局、公共服务部、自閉症資源中心。

### 贪污调查局
贪污调查局是一个独立的调查机构，目的是防止新加坡公共和私营部门的腐败。它成立于1952年，是防治权力腐败的主要机构。该局是由一名局長直接负责。

### 选举局
选举部是负责策划、准备和管理进行总统和议会选举的机构。

### 国家研究基金会
国家研究基金会的任务是协调各研究机构为国家框架提供一个更大的、连贯的战略和方向的概述。推动国家战略建设和实施，同时帮助企业创新。

### 国家安全协调秘书处
国家安全协调秘书处是新加坡总理公署一个重要的机构，它负责国家安全规划、政策和情报问题的处理。

### 国家人口和人才分局
2011年1月建立，它主要负责推动新加坡人口问题的解决。其政策有：支持婚姻和生育，吸引和留住人才，移民和归化，召回海外新加坡人。

### 公共服务部
公共服务部主要实施有效的人力资源开发政策，塑造公共服务集政策方向。

### 自閉症資源中心
自閉症資源中心負責新加坡本地的自閉症人士資源及福利政策。